# Paternosterlager
Ein Paternosterlager (PNL), kurz Paternoster, auch Lagerpaternoster oder vertikales Umlaufregal, ist ein leistungsfähiges und kompaktes Umlauflagersystem nach dem Prinzip des Paternosteraufzugs. Das System bietet den Vorteil einer verhältnismäßig geringen Stellfläche, die vorhandene Raumhöhe optimal ausnutzt. Vertikal umlaufende Regalböden, die vom System zu einer oder mehreren Entnahmeöffnungen an der Seite geführt werden, sichern die effiziente und schnelle Bereitstellung des Lagerguts.
Nach demselben Prinzip funktionieren Schränke zur reihenweisen Aufnahme von Boxen mit Kleinteilen oder im Fall von Büropaternostern für Karteikästen oder Hängeregister. 
Metallgestelle in der Art eines Paternosterturms dienen der Lagerung von Langmaterial bis 6 m Länge oder von Rollen von Bodenbelägen mit 2 bis 5 m Länge. Im Verkaufsraum aufgestellt können die Materialien zur Ansicht nach vorne bewegt und auch abgerollt werden. 
Ein Etagenpaternoster kann mehrere Gebäudeebenen, etwa für Einlagerung und Versand bedienen. Ein Silopaternoster kann durch zusätzliche waagrechte Führung über gerade und schleifenförmige Schienen auch horizontal erstreckten Lagerraum füllen.